# باردو (طائفة)

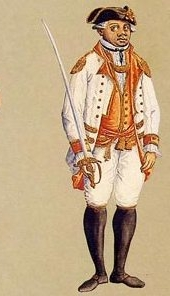
ضابط باردوي، القرن الثامن عشر

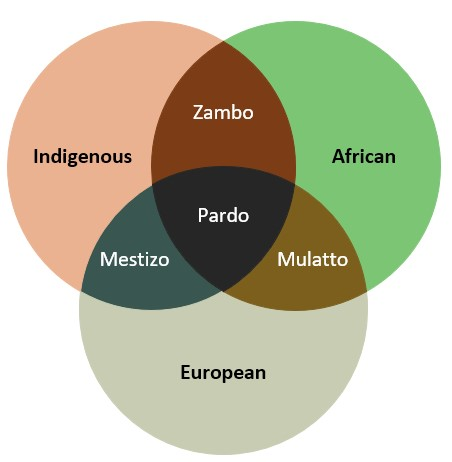
"باردو" والمصطلحات ذات الصلة في مخطط فين

في المستعمرات البرتغالية والإسبانية السابقة في الأمريكتين، يُطلق على الأشخاص المنحدرين من ثلاث سلالات، أوروبية وأمريكية أصلية وإفريقية، اسم باردوس (المؤنث: بارداس).

## التاريخ
في بعض الأماكن، لم يُعرّفوا بأنهم ميستيثو (من أصل أمريكي أصلي أوروبي)، ولا مولاتو (من أصل أفريقي أوروبي)، ولا زامبو (من أصل أمريكي أصلي أفريقي). في المكسيك الاستعمارية، أصبح اسم باردو مرادفًا تقريبًا لكلمة مولاتو، مما أدى إلى فقدان الكثير من دلالته الأصلية. في القرن الثامن عشر، ربما كان اسم باردو هو اللقب المفضل للسود. على عكس الزنجي، لم يكن اسم باردو مرتبطًا بالعبودية. تستخدم لوحات الطبقات الاجتماعية ("الطوائف") من المكسيك في القرن الثامن عشر اسم زنجي، وليس باردو، للإشارة إلى الأفارقة الذين يقترنون بالإسبان.
في البرازيل، كان لكلمة "باردو" معنى عام منذ بداية الاستعمار. ففي رسالة بيرو فاز دي كامينيا الشهيرة، على سبيل المثال، والتي وصف فيها البرتغاليون البرازيل لأول مرة، أُطلق على السكان الأصليين الأمريكيين اسم "باردو": "باردو، عريان، بلا ملابس". ومنذ ذلك الحين، استُخدمت الكلمة لتشمل: الأفارقة/الأوروبيين، والآسيويين/الأوروبيين، والأمريكيين الأصليين/الأوروبيين/الآسيويين/الأفارقة، والأمريكيين الأصليين أنفسهم.
على سبيل المثال، يذكر ديوغو دي فاسكونسيلوس، المؤرخ المعروف من ولاية ميناس جرايس، قصة أندريسا دي كاستيلوس. ووفقًا لروايات القرن الثامن عشر، وُصفت أندريسا دي كاستيلوس على النحو التالي: "أُعلن أن أندريسا دي كاستيلوس، امرأة باردية... قد تحررت... وهي من نسل الأمم الأصليين في البلاد... أُعلن أن أندريسا دي كاستيلوس ابنة رجل أبيض وامرأة مسيحية مبتدئة (من السكان الأصليين)".
تقول المؤرخة ماريا ليونيا تشافيس دي ريزيندي إن كلمة "باردو" استُخدمت لتصنيف الأشخاص ذوي الأصول الأمريكية الأصلية جزئيًا أو كليًا. عُمّد مانويل، الابن غير الشرعي لآنا كاريجو، بـ"باردو"؛ وفي كامبانيا، صُنّف العديد من الأمريكيين الأصليين بـ"باردو"؛ على سبيل المثال، وُصف الأمريكيون الأصليون جواو فيريرا وجوانا رودريجيز وأندريزا بيدروسا بـ"باردو مُحرّر"؛ ويُعرّف داماسو نفسه بأنه "باردو مُحرّر" لـ"مواطن الأرض"؛ إلخ. وفقًا لتشافيز دي ريسيندي، فإن نمو سكان باردو في البرازيل يشمل أحفاد الأمريكيين الأصليين وليس فقط أولئك من أصل أفريقي: "لم يكن لنمو شريحة "الباردو" علاقة بأحفاد الأفارقة فحسب، بل أيضًا بأحفاد الأمريكيين الأصليين، وخاصة الكاريخوس والأوغاد، المدرجين في طبقة "الباردو".
لاحظت المؤرخة الأمريكية مورييل نازاري في عام 2001 أن فئة "باردو" استوعبت الأشخاص من أصل أمريكي أصلي في سجلات ساو باولو: "تسعى هذه الورقة إلى إثبات أنه على الرغم من هجرة العديد من الهنود والمستيثو، إلا أن أولئك الذين بقوا في ساو باولو صُنّفوا على أنهم باردوس".

## الباردويون في منطقة البحر الكاريبي وشمال أمريكا الجنوبية
تاريخيًا، سكن معظم الباردويون في منطقة البحر الكاريبي وشمال أمريكا الجنوبية الأراضي التي استورد فيها الغزاة الإسبان العبيد خلال العصر الاستعماري، مثل مقاطعات كوبا وسانتو دومينغو وبورتوريكو وفنزويلا وكولومبيا والإكوادور.
كان الباردويون أبناءً للعبيد السود، ثم أصبحوا سودًا محررين في أمريكا الإسبانية. تمكّن هؤلاء الباردويون من الانضمام إلى الجيش، وترقّوا في مناصب سياسية وعسكرية رفيعة، مثل "الجنرالات، وأعضاء الكونغرس، وأعضاء مجلس الشيوخ". كما ساهم الباردويون في كسب معارك الاستقلال أمريكا اللاتينية بوقوفهم إلى جانب الوطنيين في هذه القضية.
في بيرو، يُشار إلى الباردويون على أنهم خليط من الإسبان والأمريكيين الأصليين مع جذور إفريقية قليلة، ويتركزون حصرًا على طول الساحل، بنسبة أكبر بين منطقتي تومبيس وإيكا.